# Gare de Tirano
La gare de Tirano est une gare ferroviaire italien de la Ligne de la Haute-Valteline, située sur le territoire de la commune de Tirano dans la province de Sondrio (Valteline).

## Situation ferroviaire
Établie à 441 mètres au-dessus du niveau de la mer, la gare terminus de Tirano est située au point kilométrique (PK) 25,957 de la Ligne de la Haute-Valteline, après la gare de Villa di Tirano.

## Histoire
Construite par la Società Anonima per le Ferrovie dell'Alta Valtellina (F.A.V.) et mise en service le 29 juin 1892 lors de l'ouverture à l'exploitation de la section de Sondrio à Tirano du chemin de fer de Sondrio à Tirano. Depuis 1908, elle est devenue une station d'échange pour Saint-Moritz.
La gare a été construite avec une configuration traversante, en prévision de l'extension (non réalisée) du chemin de fer jusqu'à Malles Venosta et Lasa où elle aurait dû rejoindre la Ligne du Resia et à l'est vers Lasa-Merano-Bolzane permettant la connexion avec le Brennero ligne pour atteindre Munich. Le tunnel du Stelvio aurait réduit la distance entre Milan et la capitale de la Bavière de 595 kilomètres à 501.
Comme pour les autres projets de l'époque (Ligne du Resia), la situation économique et financière difficile et les tensions internationales ont rendu prématuré son abandon.
En 2015, la province de Bolzano et la région de Lombardie ont signé un protocole d'accord pour le développement de la zone du col du Stelvio et en 2016 l'étude de faisabilité du tunnel du Stelvio a été confirmée, qui ne devrait être que ferroviaire selon la délibération du Conseil provincial no. 849 du 21.07.2015,.

## Service des voyageurs

### Accueil
Gare RFI, elle dispose d'un bâtiment voyageurs.

### Desserte
Varenna est desservie par des trains Trenord Regionale et RegioExpress des relations : Sondrio - Tirano et Tirano - Milan-Centrale.

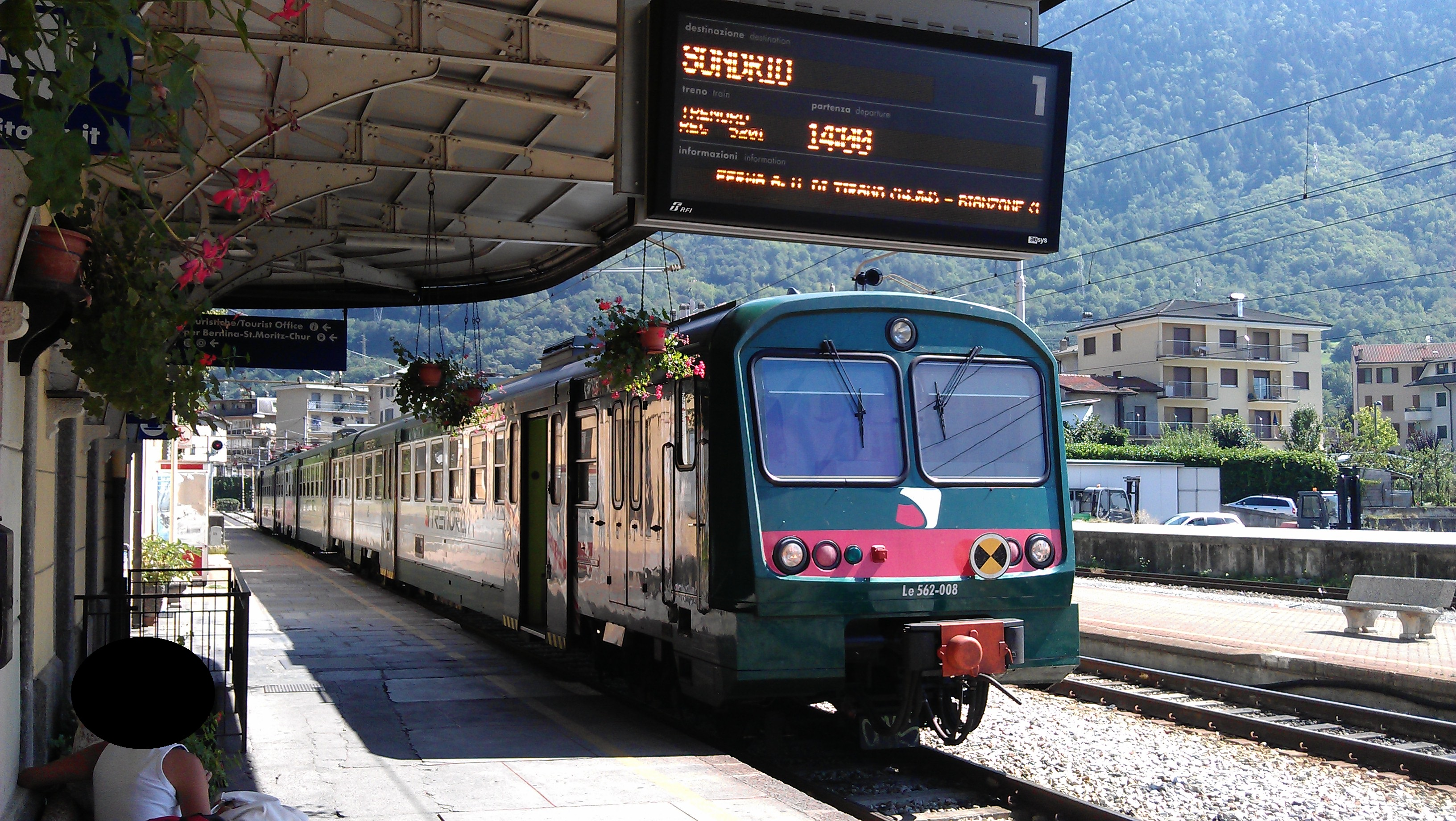
Desserte par un train Regionale.

### Intermodalité
Le stationnement des véhicules est possible à proximité en via Calcagno. Elle est à quelques mètres de la gare terminus de la Ligne de la Bernina du Chemins de fer rhétiques.